# هوبير كليفورد
هوبير كليفورد (بالإنجليزية: Hubert Clifford)‏ (و. 1904 – 1959 م) هو مؤلف، وملحن، وموزع (موسيقى)، ومؤلفو موسيقى تصويرية من المملكة المتحدة، والمملكة المتحدة لبريطانيا العظمى وأيرلندا، ولد في محافظة بايرنسدال، توفي في سنغافورة، عن عمر يناهز 55 عاماً.

## وصلات خارجية
- هوبير كليفورد على موقع IMDb (الإنجليزية)
- هوبير كليفورد على موقع أول ميوزيك (الإنجليزية)
- هوبير كليفورد على موقع ديسكوغز (الإنجليزية)
- هوبير كليفورد على موقع قاعدة بيانات الفيلم (الإنجليزية)

- هوبير كليفورد في قاعدة بيانات الأفلام على الإنترنت